# Burgemeester Beinsdorp
Burgemeester Beinsdorp (52° 52′ N, 7° 05′ L) é uma cidade dos Países Baixos, na província de Groninga. Burgemeester Beinsdorp pertence ao município de Westerwolde, e está situada a 15 km, a nordeste de Emmen.
Em 2001, a cidade de Burgemeester Beinsdorp tinha 417 habitantes. A área urbana da cidade é de 0.17 km², e tem 168 residências. 
A área de Burgemeester Beinsdorp, que também inclui as partes periféricas da cidade, bem como a zona rural circundante, tem uma população estimada em 420 habitantes.